# Acacia prismatica
Acacia prismatica é uma espécie de leguminosa do gênero Acacia, pertencente à família Fabaceae.